# Alopia livida
Alopia livida is een slakkensoort uit de familie van de Clausiliidae. De wetenschappelijke naam van de soort werd voor het eerst geldig gepubliceerd in 1828 door Menke.

## Ondersoorten
- Alopia livida deaniana A. H. Cooke, 1922
- Alopia livida julii A. J. Wagner, 1914
- Alopia livida livida (Menke, 1828)
- Alopia livida straminicollis (Charpentier, 1852)
- Alopia livida vargabandii Fehér & Szekeres, 2019